# Еврейская община Кисловодска
Еврейская община Кисловодска — это евреи, когда-либо проживавшие на территории современного Кисловодска, города в Ставропольском крае
Российской Федерации. Кисловодск был одним из городов Северного Кавказа с большой еврейской общиной. В 1890 году в Кисловодске на улице Куйбышева была открыта синагога и дом раввина, который впоследствии был реквизирован советской властью. По переписи 1912 года в Кисловодске проживало 16 человек еврейской национальности, 6 женщин и 10 мужчин. Общая численность населения на 1 января того же года составляла 13,758 человек. Существуют мнения, что эти цифры явно занижены, так как к тому времени в Кисловодске действовало два молитвенных дома, а также два еврейских кладбища.

## История
До 1917 года в Кисловодске проживал раввин с семьей, в доме которого проходили собрания общины. Сейчас это здание известно как памятник культуры и архитектуры начала XX века «Дом раввина».
После Октябрьской революции в 1920–1930-е годы велось интенсивное строительство курортного комплекса. Советская власть не препятствовала появлению в Кисловодске высококвалифицированных еврейских специалистов. В 1926 году в Кисловодске проживало уже 640 евреев, что составляло 2% от общей численности населения города. В 1939 году в Кисловодске проживало 766 евреев.
В 1913 году евреи владели керосиновой лавкой и двумя магазинами готовой одежды. В 1920-х годах в Кисловодске существовала община горских евреев. Шойхетами в Кисловодске в 1920-х и 1930-х годах были любавичские хасиды Арье-Лейб Горелик (1888–?), погибший во время Холокоста, и Йосеф Гурфинкель, погибший в ссылке в Фергане. В 1929 году правление городского отделения ОЗЕТа издавало газету «Голос ОЗЕТа».
В 1936 году синагога была закрыта. Позже здания синагоги использовались под магазины, наркологический диспансер и различные советские организации.
В августе 1942 года, после оккупации города вермахтом, в Кисловодске был создан юденрат во главе с Моисеем Самойловичем Бенинсоном (1878–?). 18 августа 1942 года была объявлена регистрация всего еврейского населения. Евреи в возрасте от 16 до 60 лет были отправлены на принудительные работы и обязаны были носить на груди желтую звезду Маген Давида. 7 сентября 1942 года около 2000 евреев были отправлены из Кисловодска в Минеральные Воды, где они были расстреляны вместе с евреями из Ессентуков и Пятигорска. Всего было убито около 6,300 человек.
После 9 сентября 1942 года была объявлена облава на оставшихся в живых евреев. Некоторые местные жители в Кисловодске, прятали еврейские семьи и помогали им тайно уйти из города в горы.
После массового расстрела евреев в Минеральных Водах еще 323 человека были расстреляны на Кольцо-Горе в окрестностях Кисловодска.
В 1948 году было отклонено ходатайство верующих евреев об открытии синагоги в Кисловодске. В том же году был создан Комитет поддержки государства Израиль. Члены этого комитета впоследствии были репрессированы, а еврейская жизнь в городе ушла в подполье. Не обошло еврейскую общину и знаменитое «дело врачей».
В 1980-е и 1990-е годы в Кисловодск все чаще стали переезжать горские евреи из Дербента, Махачкалы, Хасавюрта, Нальчика и Грозного.
В 2000 году в Кисловодске была создана религиозная община, лидером которой стала Виктория Михайловна Лановая (р. 1947).
В 2002 году в Кисловодске проживало около 1500 евреев.
С ноября 2003 года в общине действует воскресная школа для детей. Дети изучают иврит, историю и традиции еврейского народа. В общине активно работают молодежные и семейные клубы. В 2009 году председателем общины стала Татьяна Викторовна Якубовская.
В 2017 году на месте расстрела евреев во время Холокоста был установлен памятник. 
В 2019 году общине была возвращена синагога, реквизированная в советское время. Еврейская община Кисловодска назначила раввином синагоги, Акиву Худайнатова.